# Strada provinciale 31 Valdichiampo
La strada provinciale 31 Valdichiampo (SP 31) è una strada provinciale della provincia di Vicenza. Ha origine sulla strada statale 11 Padana Superiore.

Il primo tratto della SP attraversa i comuni di Montebello Vicentino, Zermeghedo, Montorso Vicentino, Arzignano e termina nel comune di Arzignano.
Il secondo tratto della SP, che prende origine al km 11+000 (confine tra il comune di Arzignano e Chiampo) era indicato come SP 43 (vecchia classificazione). Attraversa Chiampo, San Pietro Mussolino, Molino di Altissimo e le frazioni Ferrazza e Durlo di Crespadoro. La strada termina al confine con la provincia di Verona, dove si congiunge sulla strada provinciale 17 di Campofontana.
La gestione è di Vi.abilità per il tratto di competenza provinciale e del comune di Arzignano nel suo tratto urbano.

## Strada provinciale 31 dir Valdichiampo diramazione per Crespadoro
La strada provinciale 31 dir Valdichiampo diramazione per Crespadoro (SP 31 dir) è una strada provinciale della provincia di Vicenza. Si stacca dal tracciato principale e termina nella piazza centrale di Crespadoro.